# Тіна (Міссурі)
Тіна (англ. Tina) — селище (англ. village) в США, в окрузі Керролл штату Міссурі. Населення — 139 осіб (2020).

## Географія
Тіна розташована за координатами 39°32′16″ пн. ш. 93°26′29″ зх. д. / 39.53778° пн. ш. 93.44139° зх. д. (39.537885, -93.441318).  За даними Бюро перепису населення США в 2010 році селище мало площу 0,83 км², уся площа — суходіл.

## Демографія
Згідно з переписом 2010 року, у селищі мешкало 157 осіб у 60 домогосподарствах у складі 47 родин. Густота населення становила 189 осіб/км².  Було 71 помешкання (85/км²).
Расовий склад населення:
| - 98,1 % — білих |

До двох чи більше рас належало 1,9 %. Частка іспаномовних становила 0,0 % від усіх жителів.
За віковим діапазоном населення розподілялося таким чином: 26,1 % — особи молодші 18 років, 58,6 % — особи у віці 18—64 років, 15,3 % — особи у віці 65 років та старші. Медіана віку мешканця становила 39,5 року. На 100 осіб жіночої статі у селищі припадало 101,3 чоловіків;  на 100 жінок у віці від 18 років та старших — 93,3 чоловіків також старших 18 років.
Середній дохід на одне домашнє господарство  становив 46 088 доларів США (медіана — 41 875), а середній дохід на одну сім'ю — 51 141 долар (медіана — 55 833). За межею бідності перебувало 9,7 % осіб, у тому числі 13,3 % дітей у віці до 18 років та 0,0 % осіб у віці 65 років та старших.
Цивільне працевлаштоване населення становило 40 осіб. Основні галузі зайнятості: виробництво — 35,0 %, освіта, охорона здоров'я та соціальна допомога — 17,5 %, фінанси, страхування та нерухомість — 15,0 %.